# Pentekostalizm w Boliwii

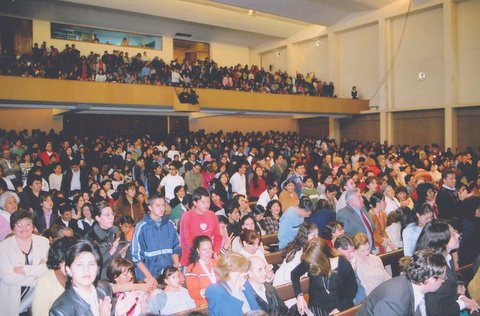
Zielonoświątkowy zbór w La Paz

Pentekostalizm w Boliwii – ruch zielonoświątkowy w Boliwii, będący drugą siłą religijną i stanowiący około 5% populacji. Zielonoświątkowcy są najszybciej rosnącym protestanckim ugrupowaniem. Około 80% boliwijskich protestantów (evangélicos) jest zielonoświątkowcami . Ruch zielonoświątkowy pojawił się w Boliwii w roku 1920. Od tego czasu rozmaite zielonoświątkowe denominacje zakładały swoje kościoły w Boliwii.

## Historia
W roku 1920 przybyli misjonarze ze Szwedzkiej Wolnej Misji, w 1929 amerykańscy misjonarze z Kościoła Poczwórnej Ewangelii, w 1938 Ewangelikalny Kościół Zielonoświątkowy z Chile, a w 1946 roku amerykańscy misjonarze założyli Zbory Boże w Cochabamba, La Paz i Santa Cruz. Efekty ich działalności były niewielkie i aż do końca lat 50. zielonoświątkowe zbory rozwijały się bardzo wolno . W końcu lat 50. oraz w latach 60. wzrastać zaczęła zarówno liczebność zborów, jak i ich wielkość. Franz Damen wyjaśnia ten wzrost dwoma czynnikami: narodową rewolucją oraz reformą agrarną z 1952 roku.
Boliwijski pentekostalizm rozprzestrzeniał się głównie w miastach i w regionie Andów. Najniższy procent zielonoświątkowców jest we wschodniej części kraju. Do regionów o wysokim procencie zielonoświątkowców należy Ajmara w południowo-zachodniej części płaskowyżu Altiplano (stan Oruro). W regionie tym aktywnie pracowali misjonarze z Ewangelikalnego Kościoła Zielonoświątkowego Chile (IEPC), denominacji powstałej w 1932 w wyniku podziału w Metodystycznym Kościele Zielonoświątkowym. W latach 1938–1969 wysyłali oni misjonarzy do Cochabamba, Oruro oraz La Paz. Był to rezultat ekspansji prowadzonej z Santiago w kierunku północnym. W wyniku ich działalności powstał Ewangelikalny Kościół Zielonoświątkowy w Boliwii .
Największą zielonoświątkową denominacją są Zbory Boże, w roku 1960 liczyły 800 członków, w roku 1967 – 1431, w 1990 – 15 tysięcy, a w roku 2000 – 43 100 członków . Zielonoświątkowcy stanowią 80% boliwijskich protestantów .
Boliwijskich zielonoświątkowców cechuje silny antyekumenizm.